# The Horrible Crowes
The Horrible Crowes is een muziekproject van Brian Fallon, leadzanger van The Gaslight Anthem, en zijn technicus Ian Perkins.
De naam is volgens Fallon afkomstig van een gedicht genaamd "Twa Corbies", wat "Twee Kraaien" betekent. Fallon heeft ook bekendgemaakt dat The Horrible Crowes weliswaar wel zal gaan toeren, maar dat hij ook actief blijft in The Gaslight Anthem en The Horrible Crowes slechts een klein projectje zal zijn.
In 2011 brachten ze hun debuutalbum uit, genaamd "Elsie". Waar de muziek van The Gaslight Anthem voornamelijk geïnspireerd is door Bruce Springsteen, is de muziek van The Horrible Crowes meer geïnspireerd door Tom Waits en Greg Dulli.

## Discografie
| Album met eventuele hitnotering(en) in de Nederlandse Album Top 100 | Datum van verschijnen | Datum van binnenkomst | Hoogste positie | Aantal weken | Opmerkingen |
| ------------------------------------------------------------------- | --------------------- | --------------------- | --------------- | ------------ | ----------- |
| Elsie                                                               | 2011                  |                       |                 |              |             |